# Granja Cruzeiro do Sul
Granja Cruzeiro do Sul é um bairro da cidade brasileira de Goiânia, localizado na região norte do município.
O bairro localiza-se à margem direita das avenidas Cubatão/Marechal Rondon e, seu principal logradouro é o Cemitério Parque. Segundo dados da Prefeitura de Goiânia, a Granja Cruzeiro do Sul faz parte do 46º subdistrito de Goiânia, chamado de Urias Magalhães. O subdistrito abrange, além dos dois bairros, o Jardim Diamantina, Gentil Meireles, Panorama Parque e Vila Nossa Senhora Aparecida.
Segundo dados do Instituto Brasileiro de Geografia e Estatística (IBGE), divulgados pela prefeitura, no Censo 2010 a população da Granja Cruzeiro do Sul era de 1 456 pessoas.

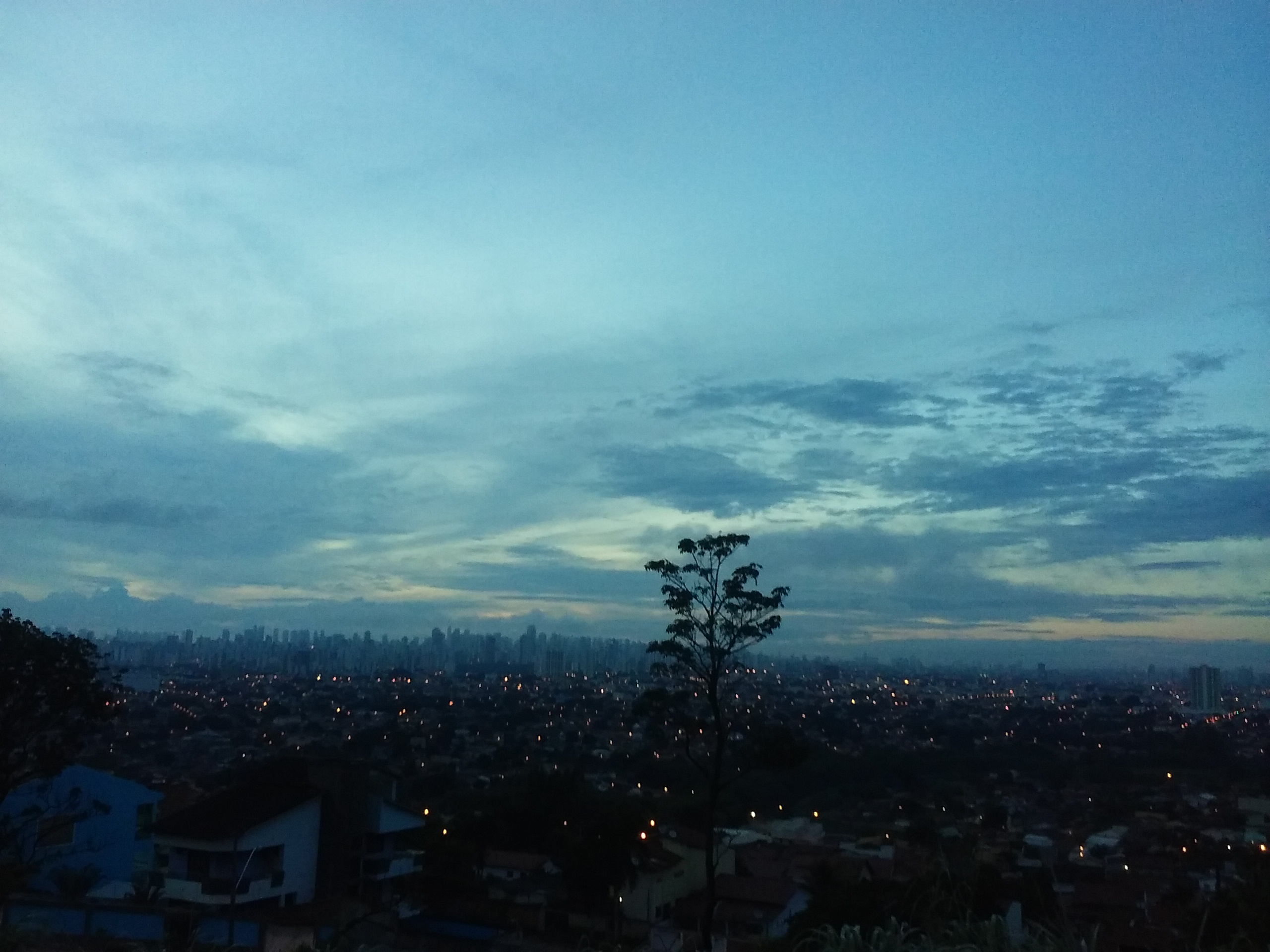
Vista do alto do morro do além durante a noite, importante ponto de orações.